# Parada cardíaca
Parada cardíaca ou paragem cardíaca é a perda repentina de circulação sanguínea em resultado da incapacidade do coração em bombear sangue. Os sintomas incluem perda de consciência e respiração ausente ou anormal. Algumas pessoas podem sentir dor no peito, falta de ar ou náuseas antes da parada cardíaca. Quando não é tratada no prazo de minutos, geralmente leva à morte.
A causa mais comum de parada cardíaca é a doença arterial coronária. Entre as causas menos comuns estão hemorragias abundantes, falta de oxigénio, níveis muito baixos de potássio, insuficiência cardíaca e exercício físico intenso. Existem também uma série de distúrbios hereditários que podem aumentar o risco, entre os quais síndrome do QT longo. O ritmo cardíaco inicial mais comum é fibrilhação ventricular O diagnóstico é confirmado pela ausência de pulsação. Embora uma parada cardíaca possa ser causada por um enfarte do miocárdio ou insuficiência cardíaca, trata-se de condições distintas.
A prevenção passa por não fumar, praticar exercício físico e manter peso saudável. O tratamento para a parada cardíaca é a realização imediata de reanimação cardiorrespiratória e, se estiver presente ritmo chocável, desfibrilhação. Entre os sobreviventes, a hipotermia terapêutica pode melhorar o prognóstico. A colocação de um cardioversor desfibrilhador implantável pode diminuir a possibilidade de morte por recorrência.
Nos Estados Unidos, em cada ano cerca de 13 em cada 10 000 pessoas sofrem uma parada cardíaca fora do hospital, o que corresponde a 326 000 casos. Em ambiente hospitalar ocorrem ainda cerca de 209 000 casos por ano. A parada cardíaca torna-se mais comum à medida que a idade avança. Afeta com maior frequência homens do que mulheres. A percentagem de pessoas que sobrevive sem tratamento é de apenas 8%. Muitos dos sobreviventes apresentam incapacidade significativa. No entanto, muitas séries televisivas apresentam, de forma irrealista, elevadas taxas de sobrevivência.